# فربيون خابوري
الفربيون الخابوري (باللاتينية: Euphorbia chaborasia) نوع نباتي يتبع جنس الفربيون من الفصيلة اللبنية.

## الموئل والانتشار
ينتشر في بلاد الشام والعراق وتركيا.

## مرادفات للاسم العلمي
- (باللاتينية: Tithymalus chaborasius (Gomb.) Soják)
- (باللاتينية: Euphorbia mesopotamica M. S. Khan)
- (باللاتينية: Tithymalus mesopotamicus (M. S. Khan) Soják)